# 도이칠란트티켓

도이칠란트티켓 로고

도이칠란트티켓(독일어: Deutschlandticket) 또는 59유로 티켓(독일어: 49-Euro-Ticket)은 독일 전역의 대중교통을 이용할 수 있는 월간 정기권이다. 월 단위의 정기 구독으로만 사용할 수 있으며, 금액은 59유로이다. 2022년에 도입되었던 9유로 티켓의 후속으로 2023년 5월 1일에 도입되었다. 최소한 2025년까지 독일 연방정부와 주정부의 출자가 예정되어 있으며, 교통 기관의 손실 보상으로 연간 15억 유로가 포함되어 있다.